# Тимон Бострийський
Святий Тимон — апостол від 70, один із перших дияконів церкви Христової. Пізніше висвячений апостолами на єпископа Бострійского.
У книзі Діянь апостолів (Дії 6:1–6) розповідається, що в Єрусалимі дванадцять апостолів обрали сім чоловіків: «Стефана, мужа, сповненого віри і Духа Святого, і Пилипа, і Прохора, i Никанора, i Тимона, i Пармена, i Миколая антиохійця, наверненого з язичників; їх поставили перед апостолами, а ці, помолившись, поклали на них руки», і поставили їх на дияконське служіння.
Свята церква звершує їх загальну пам'ять 28 липня, хоча вони померли в різний час і в різних місцях.
Святий Тимон поставлений апостолами на єпископське служіння в місті Басторія в Аравії. Постраждав від юдеїв і язичників за проповідь Євангелія. Кинутий в піч, але вийшов з неї неушкодженим. Джерела у римській церкві говорить, що Тимон Бострийський помер розп'ятим на хресті.